# Caiçara (filme)
Caiçara é um filme brasileiro de 1950 dirigido por Adolfo Celi, Tom Payne e John Waterhouse.
A produção era de Alberto Cavalcanti, a primeira da Companhia Cinematográfica Vera Cruz, e foi toda rodada em Ilhabela.
O roteiro traz elementos que lembram o filme I Walked with a Zombie de 1943: a paisagem exótica, a mulher que vem de fora e é disputada pelos homens, as cantigas maledicentes dos nativos e, principalmente, o vodu (chamado de "mandinga" no filme) praticado pela personagem negra Sinhá Felicidade.

## Sinopse
Marina é uma jovem filha de leprosos cujos pais foram internados antes que ela contraísse a doença. Ela, contudo, sofre com medo de adoecer e com o preconceito das pessoas. Isso a leva a aceitar a proposta de casamento de José Amaro, um homem que viu apenas duas vezes. Amaro é um viúvo abastado construtor de barcos de Ilha Verde, próxima a Santos. Marina não ama Amaro mas procura manter o casamento quando ele viaja, resistindo às investidas amorosas de Manuel, violento sócio do marido. Ela faz amizade com o menino Chico e a avó dele, Sinhá Felicidade. A mulher é a mãe da primeira esposa de Amaro e acusa o homem de ter abandonado a filha no hospital para morrer. Sinhá Felicidade alerta Marina que o marido é mau e que ela deve esperar pelo homem certo. Enquanto isso, o marinheiro Alberto ouve falar de Ilha Verde e da lenda das pedras sinos. E, ao ver um retrato de Marina, resolve ir até lá em busca de emprego.

## Elenco
- Eliane Lage… Marina
- Carlos Vergueiro… Manuel
- Mário Sérgio… Alberto
- Abilio Pereira de Almeida… José Amaro
- Maria Joaquina da Rocha…  Sinhá Felicidade
- Oswaldo Eugênio...Chico (criança)
- Adolfo Celi… Genovês
- Vera Sampaio
- Célia Biar...moça do orfanato
- Renato Consorte
- Luiz Calderaro
- José Mauro de Vasconcelos
- José Parisi
- Tom Payne
- Zilda Barbosa… diretora do orfanato
- Ricardo Afonso
- Ruy Afonso
- Maria Aparecida… garçonete
- Tetsamura Arima… Kitaro
- Ruben Bandeira ... empregado do bar
- Antônio Barros
- Gini Brentani… Genovesa
- Ricardo Campos… delegado
- A.C. Carvalho… fotógrafo alemão
- Lizzie O. Costa…  Dona Cecília
- Salvador Daki… homem da praia
- Maísa Pereira de Almeida ... amiga no orfanato
- Aguinaldo Rodrigues de Campos
- Oscar Rodrigues de Campos
- Gabi de Rose… Olívia
- Maria Alice Domingues… Zazá
- Eunice Faro
- Venário Fornasari… médico do orfanato
- Antônio Freitas
- João Batista Giotti
- Akiyoshi Kadobayashi… Tanaka (pescador)
- Benedito Lopes
- Cecília Machado ... amiga no orfanato
- Yeyai Mikuti… empregada de Marina
- Francisco de Assis Moura
- Antônio Rocha… marinheiro (preto velho)
- Geraldo Faria Rodrigues
- Oswaldo Tavares
- Adalberto Tripicchio
- Pedro Ventura… piloto do barco
- Sergio Warnovsky
- Carlo Zampari… tatuador
- Zazaque
- Habitantes de Ilhabela
- Congadeiros de Caraguatatuba
- Dançadores de Caiapó de Ilhabela

ELENCO DE DUBLAGEM
- WALTER AVANCINI
- CACILDA BECKER
- GESSY FONSECA - Marina
- MANUEL INOCÊNCIO
- HENRIQUE LOBO
- LEONOR NAVARRO
- LUCIANO SALCE

## Prêmios e indicações
- Festival de Cannes (1951)

Indicado ao Grande Prêmio: Adolfo Celi